# Renault Tanger Méditerranée
Renault Tanger Méditerranée este o uzină Renault din Tanger, Maroc, deschisă în 2012 ca un parteneriat între Regatul Maroc, Renault și Veolia Environnement. Produce în principal automobile marca Dacia.

## Vehicule produse
- Dacia Dokker (2012–2021)
- Dacia Lodgy (2012–2021)
- Dacia Sandero II (2012–2021)
- Dacia Logan II (2012–2021)
- Renault Express (2021–prezent)
- Dacia Sandero III (2021–prezent)

## Producția anuală

### 2020
- Lodgy: 26,937 unități
- Sandero II: 95,383 unități
- Sandero III: 8,627 unități
- Dokker: 72,062 unități
- Logan MCV II: 6,769 unități
- Renault Express: 228 unități